# Brusselse metrolijn 1B
Lijn 1B was voor de hervorming van het Brusselse metronet in april 2009 een van de twee oost-westlijnen van de Brusselse metro. De metrolijn verbond het station Stokkel in het oosten van Brussel (Sint-Pieters-Woluwe) met station Erasmus in het zuidwesten (Anderlecht). Het centrale deel van de lijn, tussen Beekkant en Merode, werd gedeeld met lijn 1A, die in de buitenwijken haar eigen route had.
Lijn 1B liep vrijwel volledig ondergronds, met uitzondering van een kort stuk rond het Weststation en het bovengronds gelegen eindpunt Erasmus. De lengte van lijn 1B bedroeg 18,5 km, het gedeelde tracé in het centrum was ongeveer 6 km lang. Op station Kunst-Wet kon worden overgestapt op lijn 2

## Geschiedenis

### Van premetro tot metro
Sinds 20 december 1969 was er tussen De Brouckère in het centrum van de stad en Schuman in de Europawijk een premetrolijn in gebruik (trams in een tunnel, zie ook Brusselse premetro). De premetrotunnel werd omgebouwd, zodat op 20 september 1976 de eerste echte metrolijn (lijn 1) van Brussel geopend werd, op het traject De Brouckère - Merode, met vandaar aftakkingen naar Tomberg (lijn 1B) en Beaulieu (lijn 1A). De uitbreidingen van de lijn werden direct als metro opgeleverd.

### Uitbreiding van de lijn
Minder dan een jaar na de opening, op 13 april 1977, volgde de eerste westelijke verlenging, met één station tot Sint-Katelijne, en op 8 mei 1981 werd het traject Sint-Katelijne - Beekkant opengesteld. In de loop der jaren werden beide takken van lijn 1 steeds verder naar de buitenwijken uitgebreid. Lijn 1B bereikte in 1982 station Alma in het oosten en Sint-Guido in het zuidwesten. Op 5 juli 1985 kwam de zuidwestelijke verlenging tot Veeweide gereed, het oostelijke eindpunt Stokkel werd op 31 augustus 1988 bereikt. Station Bizet, dat meer dan tien jaar het eindpunt van de lijn zou zijn, opende op 10 januari 1992. De laatste uitbreiding van de lijn, tussen Bizet en Erasmus kwam in gebruik op 15 september 2003.
Anno 2004 was metrolijn 1B de drukste lijn van het metronet geworden en dreigde deze het slachtoffer te worden van haar eigen succes.

## Hervormingen van april 2009
Op 4 april 2009 werd lijn 2 (de ringlijn) verlengd van haar toenmalige eindpunt Delacroix naar het Weststation. Gelijktijdig werd een herstructurering van het Brusselse metronet voorzien, waarbij lijn 1B werd ingekort tot het Weststation onder het lijnnummer 1. Het traject Weststation - Erasmus is overgenomen door de nieuwe lijn 5 (Erasmus - Herrmann-Debroux).

## Galerij

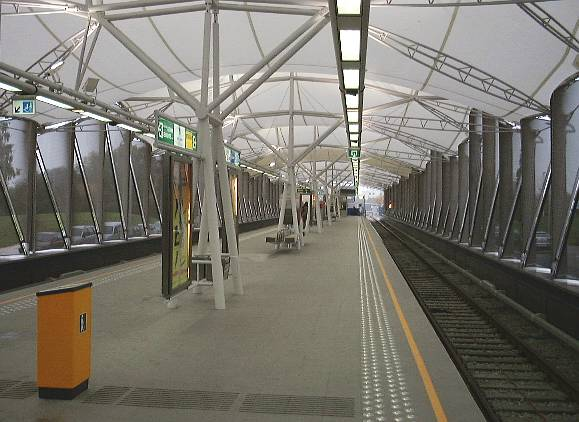
Erasmus
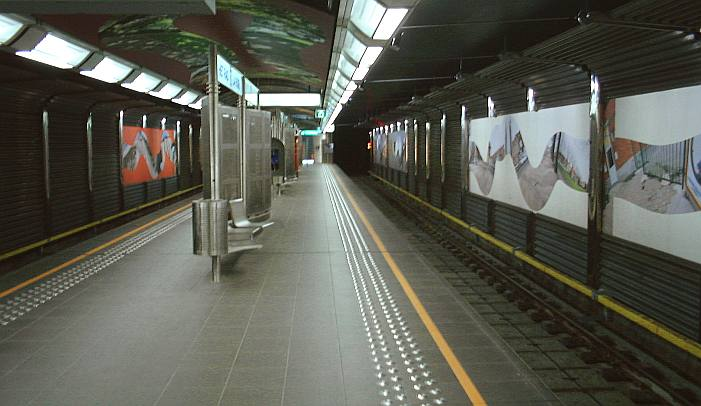
Het Rad
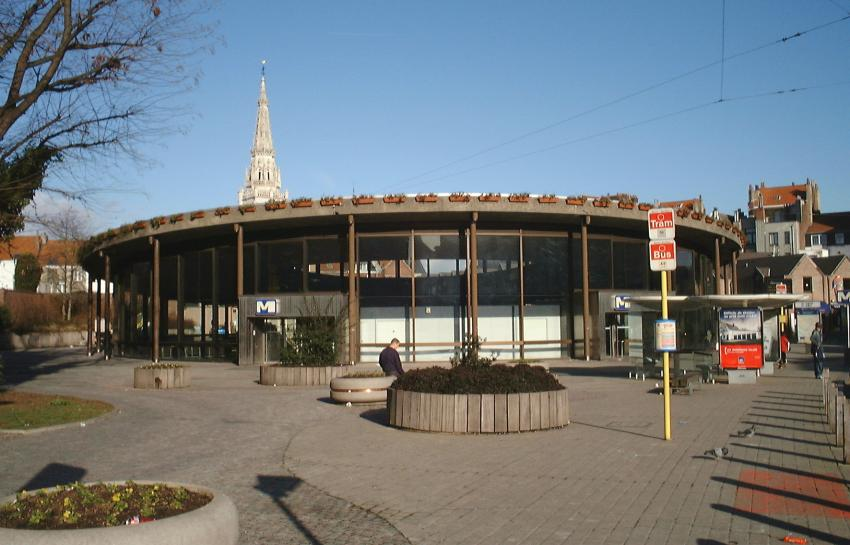
Sint-Guido
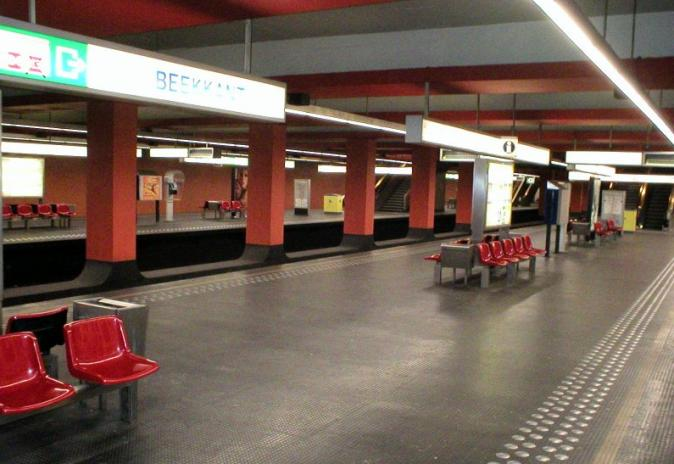
Beekkant
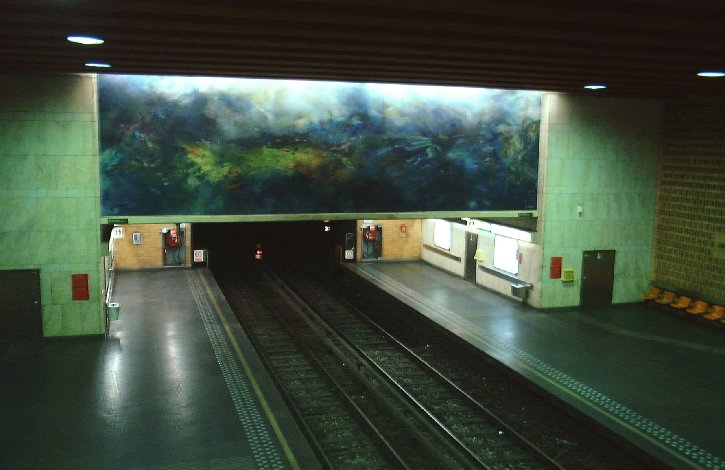
Zwarte Vijvers
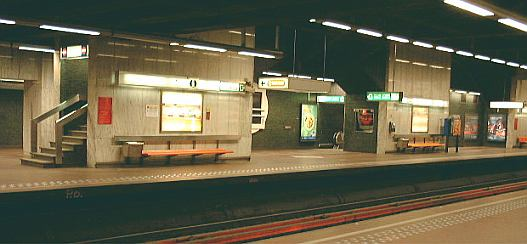
Kunst-Wet
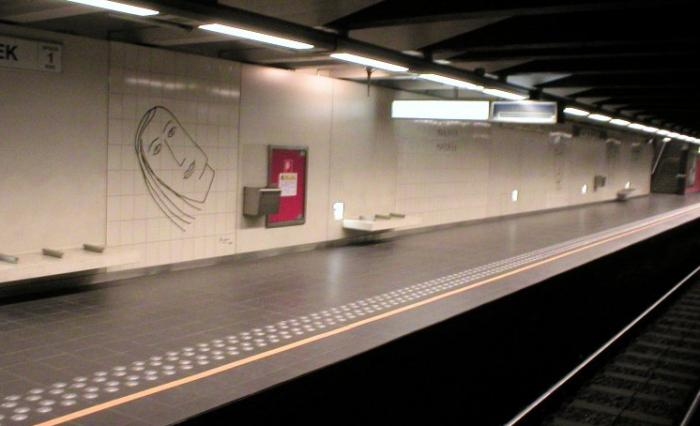
Maalbeek
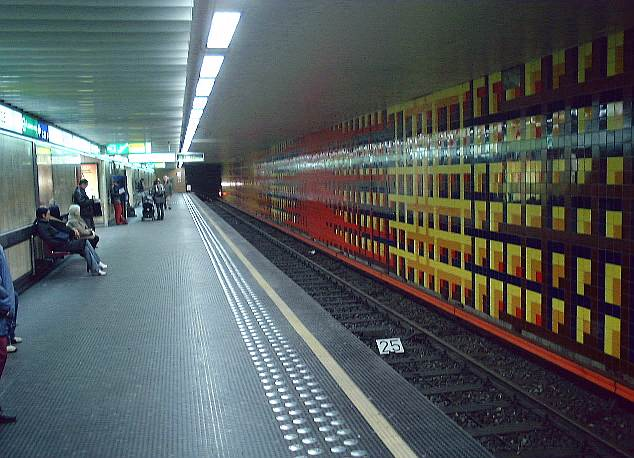
Merode
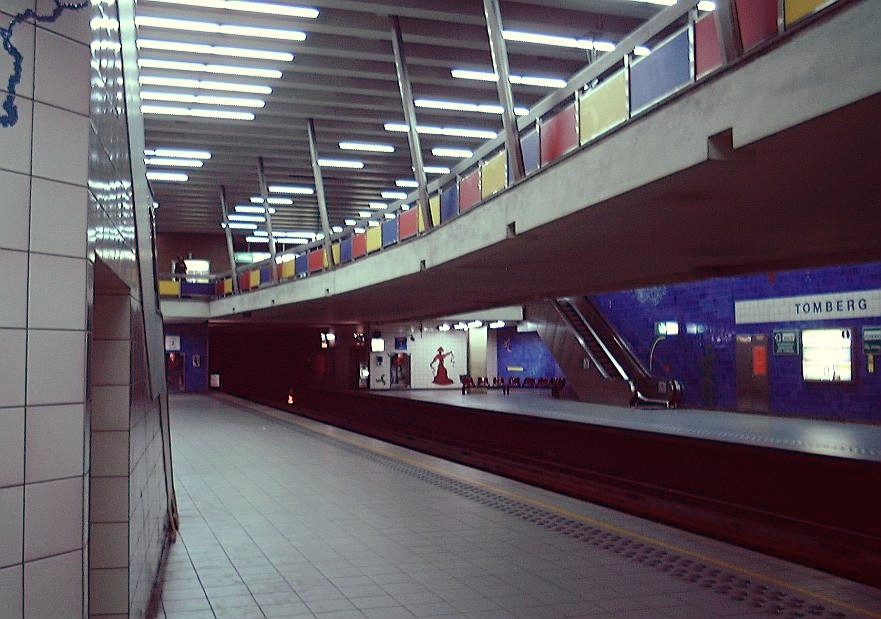
Tomberg
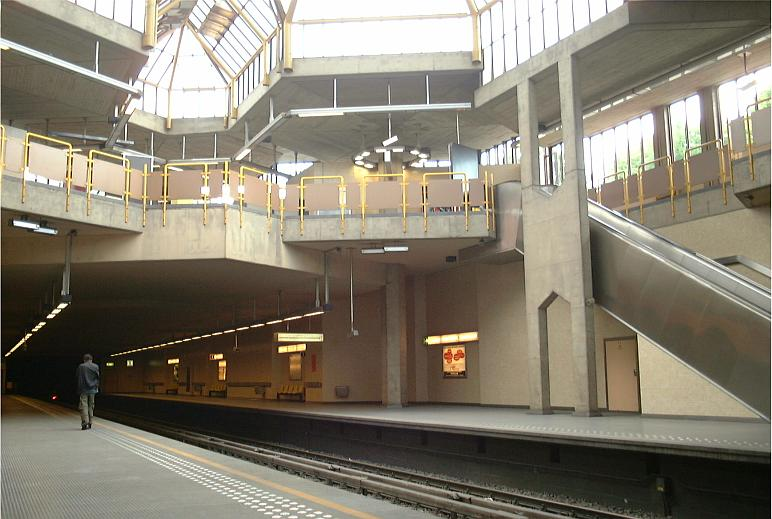
Kraainem
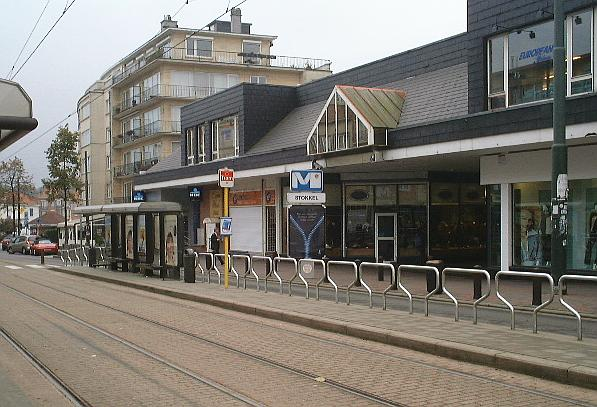
Stokkel

## Kaart van het net

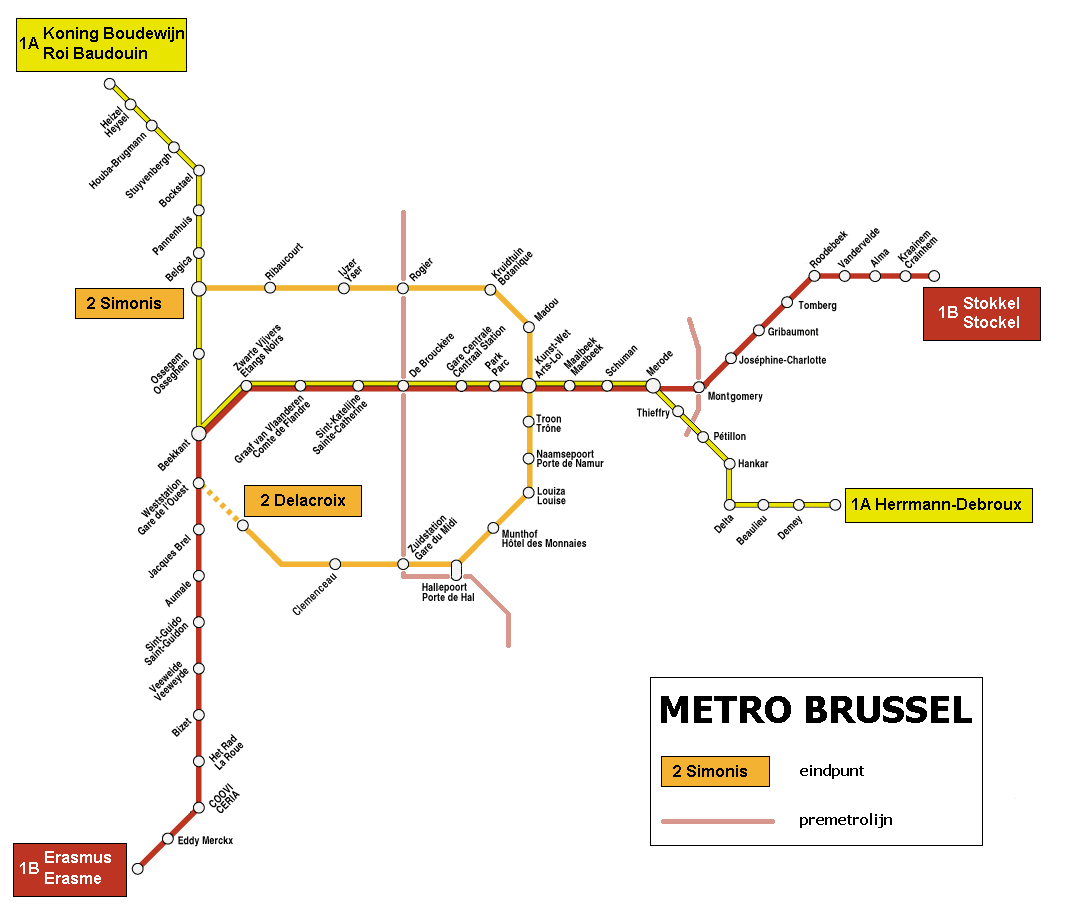
Lijnennet Brusselse metro

Erasmus · 
Eddy Merckx · 
COOVI · 
Het Rad · 
Bizet · 
Veeweide · 
Sint-Guido · 
Aumale · 
Jacques Brel · 
Weststation · 
Beekkant · 
Zwarte Vijvers · 
Graaf van Vlaanderen · 
Sint-Katelijne · 
De Brouckère · 
Centraal Station · 
Park · 
Kunst-Wet · 
Maalbeek · 
Schuman · 
Merode · 
Montgomery · 
Joséphine-Charlotte · 
Gribaumont · 
Tomberg · 
Roodebeek · 
Vandervelde · 
Alma · 
Kraainem · 
Stokkel